# Peter Štepanovský
Peter Štepanovský (* 12. Januar 1988 in Skalica) ist ein slowakischer Fußballspieler.

## Karriere

### Verein
Štepanovský spielte in seiner Jugend beim MFK Skalica und wechselte 2004 zum Nachwuchs von Slovan Bratislava.
Dort erhielt der Mittelfeldspieler im Juli 2008 einen Profivertrag, mit der Mannschaft wurde er in den folgenden Jahren zweimal slowakischer Meister sowie Pokalsieger und auch in der UEFA Europa League kam er zum Einsatz. Sein Tor gegen den AS Rom bedeutete 2011/2012 den Einzug in die Gruppenphase. 2012 wechselte er für eine Saison zum FK Senica und anschließend für ein halbes Jahr zu Spartak Trnava, wo sein Einjahresvertrag vorzeitig aufgelöst wurde. Auch beim folgenden Verein, den Armenen von FC Banants Jerewan, war trotz dem Gewinn der nationalen Meisterschaft nach einem halben Jahr schon wieder Schluss. Bei Dunajska Streda gehörte er 3 Spielzeiten lang zur Stammbesetzung im  Mittelfeld. Einer Saison beim MFK Karviná folgte die Verpflichtung bei FC Zbrojovka Brünn. Für den Verein absolvierte er bis zum Sommer 2022 über 100 Pflichtspiele bestritten und 19 Tore erzielt. Dann spielte er eine Saison für den Zweitligisten KFC Komárno, ehe er im Juli 2023 in zurück nach Brünn in dessen Reservemannschaft wechselte.

### Nationalmannschaft
In den Jahren 2008 und 2009 absolvierte der Mittelfeldakteur jeweils ein Spiel für die slowakische U-20-Nationalmannschaft. Anschließend spielte Štepanovský 2010 noch zwei Partien in der EM-Qualifikation für die U-21-Auswahl.

## Erfolge
- Slowakischer Meister: 2009, 2011
- Slowakischer Pokalsieger: 2010, 2011
- Armenischer Meister: 2014